# 第三次世界大戦 四十一時間の恐怖
『第三次世界大戦 四十一時間の恐怖』（だいさんじせかいたいせん よんじゅういちじかんのきょうふ）は、1960年10月19日に公開された日本映画。77分、モノクロ、シネマスコープ、製作・配給は第二東映、監督は日高繁明。

## 概要
第三次世界大戦の開始から、核ミサイルによって日本はおろかアメリカやソ連など世界の主要都市が全滅して大戦が終結するまでを、ドキュメンタリータッチで描く。
本作品は雑誌『週刊新潮』1960年6月13日号（新潮社）に掲載された特集記事「第三次世界大戦の41時間」を原案としているため、原案の表記は「週刊新潮編集部」とされているが、同記事は軍事評論家である林克也の口述を元に制作されていたため、林と編集部との間で著作権係争となった。
同時期に東宝では、林の著書『恐怖を作る人々』（講談社、1958年）や林も参加した雑誌『週刊読売』1960年2月21日号（読売新聞社）に掲載された特集記事「私たちの滅亡する時」などに着想を得て、映画『第三次世界大戦（第三次世界大戦 東京最後の日）』の製作を進めていたが、本作品との類似を指摘されて制作中止となった。結果として制作延期を経た同企画はスタッフや内容を一新し、『世界大戦争』として制作された。

## スタッフ
- 企画：秋田亨
- 原案：週刊新潮編集部
- 脚本：甲斐久尊
- 撮影：荒牧正
- 録音：加藤一郎
- 照明：桑名史郎
- 美術：近藤照男
- 音楽：石松晃
- 編集：鈴木寛
- 特殊撮影：矢島信男
- 助監督：田口勝彦
- 進行主任：馬島巽
- 監督：日高繁明

## 特撮
『世界大戦争』に比べると特撮の比率は少ないが、当時の東映で社長を務めていた大川博のもとで発足したばかりの小西昌三が率いる特殊技術課が、特撮監督を務めた矢島信男のもとでラストのミニチュア特撮に注力している。
なお、映画評論家の佐藤利明によれば、国会議事堂の爆破シーンは1961年の映画『宇宙快速船』（ニュー東映）にも流用されたという。

## 再上映やソフト化など
2020年2月20日には、新文芸坐にて開催された梅宮辰夫の追悼上映イベント「さらば銀幕の番長 追悼・梅宮辰夫」の1作として、本作品も35ミリプリントで再上映された。
ソフト化は2024年現在も実現していないが、テレビ放送は同年までにCS放送の東映チャンネルにて何度か実現しているほか、有料配信がAmazon Prime Videoやビデオマーケット、J:COMオンデマンドやU-NEXTなどの各配信サイトにて実現しており、視聴は可能である。

## 評価
映画評論家の佐藤利明は、クライマックスの都市破壊シーンを「東映特撮の最高峰」と評しているほか、「ドラマ部分は『世界大戦争』に軍配が上がる」と評したうえで本作品は「東西冷戦下当時の人々が感じていた『切迫した恐怖』を体感できる」とも評している。
毎日新聞社は、『毎日新聞』2022年10月15日号東京朝刊の余録にて「モノクロ映像で、パニックに陥った群衆が東京から逃げ出そうと先を争う場面などが強い印象を残す。終戦からまだ15年後で、戦争の恐怖が皮膚感覚として残っていたことを感じさせる。」と評している。